# Santiago Barrientos
Santiago Barrientos Alvarado (Castro, 1789-Valdivia, 1882) fue un soldado realista chilote, célebre en el siglo XIX por escapar de una prisión independentista en 1820 y continuar su carrera militar en la España peninsular, donde llegó a ser condecorado con la Cruz Laureada de San Fernando por su defensa de la reina Isabel II durante el Pronunciamiento de 1841 en España.

## Biografía
Santiago Barrientos nació en Castro el 15 de agosto de 1789, siendo hijo de los chilotes Victorino Barrientos y Juana Alvarado. Tras la muerte de su padre en un accidente en 1801, es acogido en casa de su tío José Barrientos en Osorno, y en 1809 se traslada a Valdivia, donde un señor de apellido Vera lo habilita para trabajar en una pulpería. En este contexto es testigo del inicio de la guerra de independencia, y se suma a las tropas del Ejército Real bajo el mando del general Antonio Pareja, siendo parte de las unidades que entran a reconquistar la ciudad de Santiago el 6 de octubre de 1814 y que ponen fin a la Patria Vieja.
Durante los últimos años de la Reconquista resurgen los combates por la independencia, donde Barrientos resulta apresado el 4 de febrero de 1817 en un encuentro armado en un lugar denominado Las Hornillas y llevado detenido, junto a su hermano León, al centro de prisioneros de Las Bruscas, cerca de la actual ciudad de Buenos Aires. Luego de tres años en cautiverio, en 1820 consiguen fugarse a Montevideo, y luego a Río de Janeiro, donde son asistidos por el ministro plenipotenciario de España en Brasil, José Antonio Flórez y Pereira, para apoyar su tránsito a la península, donde llegan en octubre de ese año.

### Carrera en España
En agosto de 1823 participa de la Batalla de Trocadero, que pone fin al trienio liberal y restaura el absolutismo en España. En este episodio es tomado prisionero y descartado del Ejército, siendo liberado poco tiempo después. En condiciones de miseria, es acogido en Andalucía por doña Feliciana Apecechea, originaria de México.
En 1833, luego de la muerte de Fernando VII, se reintegra al Ejército en calidad de subteniente, participando en los años siguientes en diversas batallas en Navarra y el País Vasco en el contexto de la primera guerra carlista, siendo ascendido primero a teniente, y en 1837 a capitán.
En 1839 es transferido a la Guardia de Alabarderos del Palacio Real de Madrid, donde en 1841 participa de la defensa de Isabel II frente a un intento de secuestro por parte de militares rebeldes, siendo condecorado con la Cruz Laureada de San Fernando y recibiendo una espada con la dedicatoria “Al salvador de su majestad”. Este episodio habría sido celebrado por el exgobernador chilote Antonio de Quintanilla, quien junto a un grupo de compañeros de armas, se habrían presentado en su hogar exclamado “¡Viva el chilote Barrientos!”. También se le atribuyen otras condecoraciones, incluyendo la de comendador de la Orden de Isabel la Católica.

### Regreso a Chile
Durante las décadas del 40′ y 50′ desempeña distintos cargos como coronel del Ejército español en España, Cuba y Puerto Rico, antes de decidir su retorno a Chile en 1858, a la edad de 69 años. De vuelta en su país, se instaló en Valdivia, donde vivió de su pensión militar española y se convirtió en un personaje conocido en el medio local. En 1864 fue involucrado en una conspiración para entregar Chiloé a las fragatas españolas durante la guerra hispano-sudamericana en curso, aunque nunca se comprobó la veracidad de dicha acusación.En 1873 actuó como superintendente honorario de la Exposición del Coloniaje, instancia donde además donó su espada a la muestra. Durante este último periodo mantuvo una estrecha vinculación con Benjamín Vicuña Mackenna, a quien entregó sus memorias para la elaboración de una biografía.
Falleció en Valdivia el 8 de agosto de 1882 a los 93 años de edad.

## En la cultura
La llamativa vida de Santiago Barrientos fue reconocida en el ámbito nacional chileno por Benjamín Vicuña Mackenna, quien le dedicó el texto "Santiago Barrientos: La vida de un valiente", elaborado a partir de las memorias del coronel. A nivel local, Francisco Cavada, lo incluyó en su obra de biografías de Chiloé en 1934, contribuyendo a dar a conocer su nombre en su archipiélago natal
En el ámbito de la ficción, en el año 1982 se publicó la novela "Legendarios de Chiloé" del escritor chilote Antonio Cárdenas Tabies, donde se retrata a Santiago Barrientos como un chilote leal a la monarquía española y a la reina Isabel II.